# Serial komediowy

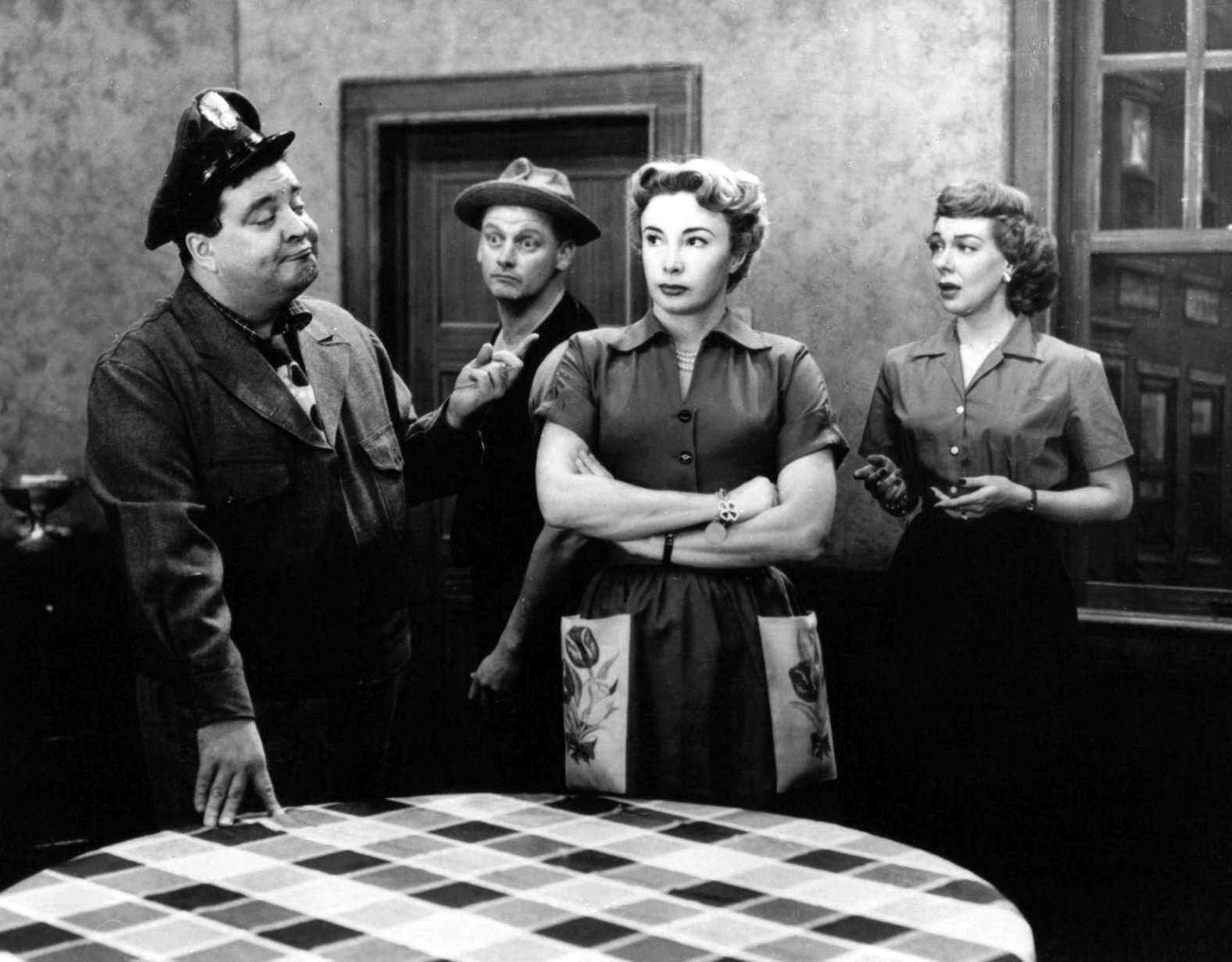
Scena z amerykańskiego serialu komediowego The Honeymooners

Serial komediowy – gatunek serialu telewizyjnego, w którym większość czasu w tym serialu jest wypełniona epizodami komediowymi.
Serial komediowy został po raz pierwszy stworzony przez BBC w 1930 roku i był to serial Starlight.
W Polsce pierwszym serialem komediowym był serial Barbara i Jan z 1967 roku. Pierwszym sitcomem był 13 posterunek, który zadebiutował w 1997 roku na Canal+. Najdłużej emitowanym polskim serialem komediowym jest Świat według Kiepskich, który miał swoją premierę w 1999 roku.

## Przykłady seriali komediowych

### Aktorskie

#### w Polsce
- 39 i pół
- 13 posterunek
- Agentki
- Aida
- Bulionerzy
- Faceci do wzięcia
- Graczykowie
- Hela w opałach
- Mamuśki
- Miodowe lata
- Niania
- Rodzinka.pl
- Świat według Kiepskich
- Święta wojna
- Tygrysy Europy
- Ucho Prezesa
- Kowalscy kontra Kowalscy

#### na świecie
- Hoży doktorzy
- Jak poznałem waszą matkę
- Jim wie lepiej
- Jaś Fasola
- Latający cyrk Monty Pythona
- Mała Brytania
- On, ona i dzieciaki
- Californication
- Na imię mi Earl
- Przystanek Alaska
- Teoria wielkiego podrywu
- Trawka

- Świat według Bundych
- Hannah Montana
- iCarly

### Animowane

#### Polskie
- Włatcy móch
- 1000 złych uczynków
- Kapitan Bomba

#### Na świecie
- Family Guy
- Kick Strach się bać
- South Park
- Pingwiny z Madagaskaru
- Simpsonowie
- Wilk i Zając